# ديك براون (لاعب كرة قدم كندية)
ديك براون (بالإنجليزية: Dick Brown)‏ هو لاعب كرة قدم كندية أمريكي، ولد في 9 مايو 1926 في كليفلاند في الولايات المتحدة، وتوفي في 20 مايو 2000 في جيلف في كندا.